# Ammodorcas clarkei
El dibatag o gacela de Clark (Ammodorcas clarkei) es una especie de mamífero artiodáctilo de la familia Bovidae. Es la única especie de su género y no se reconocen subespecies. Este antílope habita parajes semidesérticos de Somalia y el sureste de Etiopía.